# 내서로 (영천 경주)
내서로(內西路, Naeseo-ro)은 대한민국의 경상북도 영천시 북안면 고지삼거리에서 시작하여, 경주시 건천읍 모량리를 거쳐 모량교차로까지 연결하는 도로이다.

## 노선 경로

### 경상북도영천시
| 이름       | 접속 노선 | 비고 |
| ---------- | --------- | ---- |
| 고지삼거리 | 운복로    |      |
| 만불교차로 | 대경로    |      |

### 경상북도경주시
| 이름             | 접속 노선         | 비고 |
| ---------------- | ----------------- | ---- |
| 화춘교차로       | 대경로            |      |
| 아화교           |                   |      |
| 네거리 명칭 미상 | 909 심곡로 오봉로 |      |
| 서면교           |                   |      |
| 네거리 명칭 미상 | 단석로            |      |
| 진천교           |                   |      |
| 금량교           |                   |      |
| 제2모량교        |                   |      |
| 모량육교         | 대경로            |      |
| 모량교차로       | 대경로            |      |

## 주요 건물 및 시설
- 서면보건지소 - 경상북도 경주시 서면 내서로 389
- 서면우체국 - 경상북도 경주시 서면 414-1
- 서면파출소 - 경상북도 경주시 서면 내서로 425
- 서면 행정복지센터 - 경상북도 경주시 서면 내서로 458
- 서면119안전센터 - 경상북도 경주시 서면 내서로 458
- 아화초등학교 - 경상북도 경주시 서면 내서로 461
- 건천역 - 경상북도 경주시 건천읍 내서로 1038-18
- 서라벌명가아파트 - 경상북도 경주시 건천읍 내서로 1038-21
- 건천119안전센터 - 경상북도 경주시 건천읍 내서로 1065
- 건천공용버스정류장 - 경상북도 경주시 건천읍 내서로 1074
- 건천우체국 - 경상북도 경주시 건천읍 내서로 1088
- 건천초등학교 - 경상북도 경주시 건천읍 내서로 1105
- 건천읍 행정복지센터 - 경상북도 경주시 건천읍 내서로 1106
- 건천파출소 - 경상북도 경주시 건천읍 내서로 1109
- 건천성당 - 경상북도 경주시 건천읍 내서로 1149
- 건천읍주민자치센터 - 경상북도 경주시 건천읍 내서로 1156
- 원흥사 - 경상북도 경주시 건천읍 내서로 1168
- 수복사 - 경상북도 경주시 건천읍 내서로 1173
- 모량역 - 경상북도 경주시 건천읍 내서로 1421-21
- 모량초등학교 - 경상북도 경주시 건천읍 내서로 1504

## 같이 보기
- 대경로
- 국도 제4호선 (기존 도로)